# 中島寛朗
中島 寛朗（なかじま ひろあき）は、フジテレビジョン編成制作局所属編成部担当。
主に石井浩二班担当。

## 担当番組
いずれも編成名義
- 森田一義アワー 笑っていいとも!
- モンスターペアレント（関西テレビ制作）
- SMAP×SMAP
- 水10!オリキュン
- とんねるずのみなさんのおかげでした
- スリルな夜
- FNS5000番組10万人総出演 がんばった大賞(2006年秋～)
- さんま・福澤のホンマでっか!?ニュース（第4回～）
- ニューカマーズ就職の神様2007(企画)
- 2007年新春親不孝者大賞 (2007年1月2日、企画)